# آدولف زیگلر
آدولف زیگلر (به آلمانی: Adolf Ziegler) (زاده ۱۶ اکتبر ۱۸۹۲ در برمن – درگذشته ۱۸ سپتامبر ۱۹۵۹ در بادن-بادن) یک نقاش، سیاست‌مدار، و هنرمند اهل آلمان بود. او نقاش مورد علاقه‌ی هیتلر بود.